# Mord ist ihr Hobby: Opfer eines Festivals
Opfer eines Festivals (Originaltitel: Murder in Milan) ist eine Episode der Kriminalfilm-Reihe Mord ist ihr Hobby aus dem Jahr 1992.

## Handlung
Anlässlich des Filmfestivals von Mailand ist Jessica Fletcher in der norditalienischen Stadt zu Besuch. Ein Film, All the Murderers, der nach ihrem Konzept gedreht und von Catherine Wayne produziert worden war, ist einer der beiden, die für den Hauptpreis gehandelt werden. Der andere ist A Day of Heroes von Steve Morrison, wie ein Reporter zu Beginn der Folge erläutert. Nach ihrer Ankunft steht sie zunächst im zentralen Interesse der anwesenden Reporter. Es gelingt ihr, sie mit dem Hinweis, dass Mel Gibson ebenfalls anwesend sei, dorthin zu schicken.
Den Regisseur von All the murderers, Jim Randall, kennt Jessica schon seit langer Zeit, denn sein Vater lebt in Jessicas Heimatort Cabot Cove in Maine. Die Hauptdarsteller sind Marcello Abruzzi und Louise Thayer. Von Jim wird Jessica mit Paul Crenshaw bekannt gemacht. Auch er hatte Interesse daran gehabt, den Film zu produzieren, aber den Kürzeren gezogen. Louises Vater Andrew, der in Kalifornien lebt, ist ebenfalls anwesend, und auch ihn kennt Jessica seit langem. Während die Freunde an einem Tisch sitzen, kommt Waynes Buchhalter Tom Hiller vorbei. So erfährt sie am Rande, dass es finanzielle Schwierigkeiten gibt.
Nach der Vorführung bekommt Jessica mit, dass Crenshaw und Wayne Streit haben. Bei einem anschließenden Ball bei der Gräfin di Mondi ist sie ebenfalls eingeladen.
Am nächsten Tag besucht Jessica kurz Catherine Wayne in ihrem Büro. Anschließend ist sie mit dabei, als Jim und Louise bekanntgeben, in Kürze zu heiraten. Später bekommt sie von einer Presse-Agentin vorgeschlagen, mit wem sie noch sprechen solle.
Die Situation eskalierte, nachdem Wayne tot in ihrem Hotelzimmer aufgefunden wurde, erschlagen mit einem Aschenbecher. Sie hatte sich dort mit Jim getroffen, um sich mit ihm zu unterhalten. Da das Telefon für ihn geklingelt hatte, habe er sich kurz in ein Nebenzimmer zurückgezogen. Er behauptet, dass er wieder herausgekommen sei, und da sei sie tot gewesen. Nachdem Jims Fingerabdrücke auf dem Aschenbecher nachgewiesen wurden, verhaftete ihn der ermittelnde Inspektor Lombardo. Nun beginnt Jessica zu ermitteln. Es gelingt ihr, herauszufinden, dass nicht die zu hohen Produktionskosten das Problen waren. Vielmehr waren Gelder auf Konten von Scheinfirmen in der Schweiz überwiesen worden. Es wurde Jessica klar, dass der Aschenbecher nicht im Zimmer gewesen sein konnte, da Wayne Nichtraucherin war. Der Mörder musste ihn also mitgebracht haben. Nun fiel ihr ein, dass sie beobachtet hatte, wie Buchhalter Hiller den ebenfalls anwesenden Jim aufgefordert hatte, ihm einen Aschenbecher zu holen, der so aussah wie der, mit dem Wayne erschlagen wurde. So erklärten sich auch Jims Fingerabdrücke.
Es stellt sich heraus, dass Hiller, mit einem fingierten Telefonanruf, Jim als Zeugen aus dem Weg geräumt hatte, um ihm zugleich die Tat anhängen zu können. Hiller war vom Balkon in Waynes Zimmer eingedrungen. Hilfreich für Jessica bei dieser Erkenntnis war, dass es der Photograph Giorgio ebenso versucht hatte, um ein Bild von Wayne für die Presse zu bekommen. Mit dem Ratschlag, ein volles Geständnis abzulegen, wird Hiller von Inspektor Lombardo festgenommen.
Nachdem All the Murderers als bester Film ausgezeichnet worden war, versucht es Giorgio erneut. Diesmal wird er nicht abgewiesen, sondern hereingebeten, um eine Gruppenaufnahme der Feiernden zu machen.

## Besetzung und Synchronisation
Die deutschsprachige Synchronfassung der Staffel entstand bei der Hermes Synchron in Potsdam unter der Dialogregie und nach Dialogbüchern von Almut Eggert, Frank Wesel und Anja Rohe.
| Figur              | Darsteller       | Deutscher Sprecher  |
| ------------------ | ---------------- | ------------------- |
| Jessica Fletcher   | Angela Lansbury  | Dagmar Altrichter   |
| Gaststars          |                  |                     |
| Andrew Thayer      | George Coe       | Eric Vaessen        |
| Catherine Wayne    | Susan Blakely    | Andreschka Großmann |
| Inspektor Lombardo | George DiCenzo   | Horst Lampe         |
| Jim Randall        | Gary Kroeger     | Uwe Büschken        |
| Louise Thayer      | Leah Pinsent     | Karin Grüger        |
| Marcello Abruzzi   | Cesar Romero     | Heinz Giese         |
| Paul Crenshaw      | Robert Harper    | Tom Deininger       |
| Steve Morrison     | Paul Gleason     | Joachim Pukaß       |
| Tom Hiller         | Robert Desiderio | Helmut Gauß         |
| Weitere Darsteller |                  |                     |
| Giorgio            | Time Winters     | Stefan Staudinger   |
| Gräfin di Mondi    | Barbara Pilavin  | Hannelore Minkus    |
| Presse-Agentin     | Mary Wickliffe   | Almut Eggert        |
| Reporter           | Paul Ryan        | Tom Vogt            |
| Zimmermädchen      | Grace Kent       | Ulrike Lau          |